# 1903-as magyar atlétikai bajnokság
Az 1903-as magyar atlétikai bajnokságot – amely a 8. bajnokság volt, az eddigi hat szám kiegészült a magasugrással és a diszkoszvetéssel. 1896-tól a Magyar Atlétikai Club rendezte az országos bajnokságokat, 1903-tól vette át a rendezést a Magyar Atlétikai-szövetség.

## Eredmények

### Férfiak
| Versenyszám   | Arany               | Arany   | Ezüst                    | Ezüst   | Bronz                         | Bronz   |
| ------------- | ------------------- | ------- | ------------------------ | ------- | ----------------------------- | ------- |
| 100 yard      | Mező Béla Magyar AC | 10,4    | Hellmich Miksa OTE       |         | Wetzel György Magyar AC       |         |
| 440 yard      | Nagy József MUE     | 55,4    | Wetzel György Magyar AC  |         | Veres Sándor Magyar AC        |         |
| 1 mérföld     | Nagy József MUE     | 4:48,6  | Manglitz Ferenc FTC      |         |                               |         |
| 120 yard gát  | Kováts Nándor BBTE  | 17,4    | Vargha Pál BEAC          |         | Jan Karlinsky SC Slavia Praha |         |
| magasugrás    | Dános Árpád MUE     | 169 cm  | Szemethy Gyula BPTTSE    | 167 cm  | Sasse Károly Magyar AC        | 167 cm  |
| távolugrás    | Mező Béla Magyar AC | 676 cm  | Schubert Ernő MUE        | 630 cm  | Gruber Gyula BSZAC            | 603 cm  |
| súlylökés     | Kozla András BEAC   | 12,43 m | Crettier Rezső Magyar AC | 12,10 m | Porteleky László Magyar AC    | 10,31 m |
| diszkoszvetés | Fóthy Nándor AAC    | 41,80 m | Coray Artur BTC          | 39,79 m | Kozla András BEAC             | 37,00 m |